# Caión
Santa María do Socorro de Caión, o senzillament Caión, és una parròquia situada al nord del municipi d'A Laracha a la comarca de Bergantiños. Segons l'INE, l'any 2023 tenia 809 habitants (409 dones i 400 homes).

## Geografia
La parròquia limita amb Arteixo a l'est i amb Carballo a l'oest. Es troba aïllada de la resta del terme municipal de Laracha però no constitueix un exclavament, a causa d'un estret corredor de 900 metres de llargada i 6 metres d'amplada que el comunica amb la parròquia de Lendo i per on passava un camí.

## Patrimoni
Caión tenia un port balener, que s'esmenta a la Descripción del Reyno de Galicia del Llicenciat Molina el segle XVI.
Arquitectònicament, destaquen la recentment rehabilitada Casa dos Condes de Graxal i, a la mateixa plaça Major, l'església parroquial de Nostra Senyora del Socors. Anexa al temple hi ha l'antic convent de l'orde de Sant Agustí, fundat l'any 1548 per Fernando Bermúdez de Castro i que funciona com a rectoria des del segle XVIII. Actualment acull un centre de dia per a la gent gran i una oficina d'informació i turisme.
Fora de la població, al llogaret d'Outeiro, on antigament hi havia una primitiva capella romànica, hi ha el santuari de Milagres, construït durant el primer terç del segle XIX i que va funcionar com a església parroquial fins al 1955.